# The False Guardian
The False Guardian è un cortometraggio muto del 1914 diretto da Robert G. Vignola.

## Produzione
Il film fu prodotto dalla Kalem Company.

## Distribuzione
Distribuito dalla General Film Company, il film - un cortometraggio in due bobine - uscì nelle sale cinematografiche statunitensi il 21 ottobre 1914.